# Conistra barbarica
Conistra barbarica là một loài bướm đêm trong họ Noctuidae.